# Димитър Йосифчев
Димитър Андроников Йосифчев е български юрист, съдия и общественик от Македония, деец на Върховния македоно-одрински комитет.

## Биография
Димитър Йосифчев е роден в 1868 година в Охрид, тогава в Османската империя, в семейството на видния български възрожденец Андроник Йосифчев. Негови братя са българският революционер Иван Йосифчев и просветният деец Кръстьо Йосифчев. Димитър заминава да учи право в Москва, където участва активно в обществения студентски живот. След като в 1895 година започват да се организират българските студентски дружества в Русия, Димитър Йосифчев се откроява заедно с Владимир Везенков, Владимир Руменов и други в най-активната българска студентска колония в Москва. Димитър Йосифчев завършва право в 1896 година.
Завръща се в България и започва работа като съдия. Йосифчев става легален деец на освободителното движение на българите в Македония и е член на Македонския научен институт. Като активен деец, Йосифчев е избран за делегат на Плевенското македонско дружество на Седмия македоно-одрински конгрес на Македонската организация, който се провежда в град София от 30 юли до 5 август 1900 година.
През Първата световна война е военен следовател в Русенски полеви военен съд. За отличия и заслуги през войната е награден с народен орден „За гражданска заслуга“, V степен.
Умира на 18 ноември 1937 година. Погребан е в Централните софийски гробища.
Българският юрист, политик и по-късно министър на правосъдието Васил Митаков пише за Димитър Йосифчев в дневника си:
| „ | ...Йосифчев бе добър съдия, съдия с голямо, човешко сърце. Като съдия той никога не престана да бъде и човек и да гледа на хорските дела човешки, през очилата на човещината, а не както правят мнозина, като един сух формалист, като един бездушен изпълнител на закона. Правните му познание не бяха големи. Той беше повече практик, отколкото един оформен юрист. При все това то не му пречеше да бъде един добър съдия, внясяйки при разглеждането и решаването на делата своя здрав разум, какъвто обладаваше в най-голяма степен. | “ |